# Либер, Михаил Исаакович
Михаи́л Исаа́кович Ли́бер (настоящая фамилия Го́льдман; 24 мая (5 июня) 1880, Вильна — 4 октября 1937, Алма-Ата) — российский революционер, один из лидеров меньшевиков. Расстрелян в 1937 году, реабилитирован посмертно.

## Биография
Родился 24 мая (по старому стилю) 1880 года в Вильне, в семье Исаака Мироновича (Ицика-Вульфа Мееровича) Гольдмана (1839—1905), коммерсанта и поэта, писавшего на древнееврейском языке, и Анны Моисеевны (Ханы-Двойры Мовшевны) Гольдман (1851—?), уроженцев Годутишек Свенцянского уезда. Брат — Борис Горев. У него также были братья Самуил (1876), Леон (1877) и Бенцион (1887), сёстры Ольга (1878), Юлия (1879), Надежда (1881), Раиса (1882), Эсфирь (1894), и от первого брака отца — Абрам (1869) и София (1867).
Михаил окончил 7 классов виленской гимназии. С ним также занимался частный учитель.
С начала 1890-х годов в западных губерниях Российской империи стали возникать просветительские кружки и стачечные кассы еврейских рабочих и ремесленников. Значительная часть их участников оказалась под влиянием марксистских идей. В 1890-х годах Вильно стал местом встреч евреев-социалистов. В мае 1895 года в Вильно состоялось собрание «агитаторов» еврейских интеллигентских групп
В 1896 году 16 лет вступил в недавно созданную в Варшаве (Царство Польское) партию Социал-демократии Королевства Польши и Литвы.

### Бунд и РСДРП
В сентябре 1897 в Вильно состоялся учредительный съезд представителей групп еврейских марксистов и социал-демократов Вильно, Минска, Белостока, Варшавы, Витебска, который основал партию Бунд (Всеобщий еврейский рабочий союз в Литве, Польше и России). Тогда же был избран ЦК партии (Кремер, Л. Гольдман (Аким), М. Я. Левинсон (Косовский), Миль, Д. Кац и др.). Михаил стал видным участником новой партии. Идеологическую платформу Бунда сформулировал Юлий Цедербаум (Мартов) на первомайском собрании в 1895.
В 1898 году Бунд участвовал в подготовке и проведении учредительного съезда, который должен был объединить многочисленные социал-демократические группы в единую партию РСДРП. В итоге Бунд вошёл в РСДРП как организация, автономная в вопросах, касающихся еврейского пролетариата.
В 1899 году Михаил был впервые арестован, однако уже через полгода отпущен на поруки и уехал в Швейцарию.
В 1901 году участник 4-го съезда Бунда.
В 1902 году Михаил Гольдман вошёл в центральный комитет Бунда.
В 1903 году он возглавил делегацию Бунда на проходивший в Брюсселе II съезд РСДРП. При обсуждении проблемы Бунда на съезде начались разногласия. Бундовцы требовали автономии внутри партии с правом вырабатывать собственную политику по проблемам евреев, а также признание Бунда единственным представителем партии среди трудящихся евреев. Ленин от имени «искровцев» организовал выступления Мартова и Троцкого, которые сами были еврейского происхождения, но были сторонниками добровольной ассимиляции евреев. Съезд принял резолюции Мартова и Троцкого против автономии Бунда. Делегация Бунда ушла со съезда.
Тогда же на съезде, при голосовании по 1-му параграфу устава партии, произошёл раскол РСДРП на большевиков и меньшевиков. Бунд поддержал меньшевиков, а Либер стал одним из лидеров меньшевиков.
В 1905 — член Исполкома Петербургского Совета рабочих депутатов.
В 1907 году на V съезде РСДРП в Лондоне 27-летний Михаил был избран членом ЦК РСДРП. Был в числе сторонников прекращения нелегальной деятельности социал-демократов (т. н. «ликвидатором»).
В январе 1910 года в Париже состоялся так называемый «объединительный» пленум ЦК РСДРП. Вскоре после этого Либер был кооптирован от Бунда в Заграничное бюро ЦК, члены которого осенью 1911 года заявили о самороспуске бюро.
По обвинению в антиправительственной деятельности подвергался арестам (1910, 1912, 1914) и ссылкам (1910, 1912, 1915). Дважды бежал с места ссылки.
В начале Первой мировой войны был за границей. Осенью 1914 года вернулся в Россию и как уполномоченный Вольного экономического общества объезжал партийные организации, много содействуя борьбе с безработицей, содействуя одновременно укреплению партийной организации. Стоял за поддержку Российской армии.
В начале 1915 года был снова арестован. Был сослан в Самарскую губернию, где пробыл до начала 1917 года.

### 1917
После Февральской революции стал членом исполкома Петроградского Совета рабочих и солдатских депутатов. Либер призывал поддержать Временное правительство, но был против участия социалистов в нём.
На первом Всероссийском съезде Советов (июнь 1917) отстаивал идею коалиционного правительства; избран членом ВЦИК и его Президиума; товарищ председателя ВЦИК.
В июле сторонник вооружённого подавления большевистского восстания. Член Временного Совета Российской республики (Предпарламента).
В августе был избран членом меньшевистского ЦК на объединительном съезде РСДРП.
К Октябрьской революции он отнесся отрицательно, называл её «исключительно удавшейся контрреволюцией». 1 ноября 1917 года вышел из ЦК, выступив против переговоров с захватившими власть большевиками.

### Гражданская война
В мае 1918 года на Всероссийском совещании РСДРП снова избран членом меньшевистского ЦК. Предлагал для оказания действенного сопротивления большевикам коалицию с кадетами и опору на органы местного самоуправления.
В годы Гражданской войны пропагандировал союз с Антантой.
В 1919 — в Харькове, редактировал журнал «Мысль».

### СССР
Либер неоднократно преследовался ЧК, подвергался арестам и ссылке. В конце 1921 года жил в Саратовской губернии, работал кооператором. Местными чекистами характеризовался как «лидер меньшевиков, правый» и «активный» партийный работник. В 1921 в Саратове был арестован, перевезён в Москву и заключён в Бутырскую тюрьму. 17 ноября 1921 освобожден.
С 8 июня по 7 августа 1922 года в Москве проходил судебный процесс над группой социалистов-революционеров — кульминационный момент в противостоянии эсеров и большевиков. На процессе защитниками эсеров были как российские граждане, так и иностранцы (лидеры II Интернационала).
Незадолго до суда ГПУ жёстко проводилась линия на «отсечение» от участия в процессе в качестве защитников ряда меньшевиков, и в том числе М. И. Либера, как известного меньшевика. Поначалу распорядительное заседание утвердило его в общем составе иностранных и российских защитников. Хотя Либер к тому времени формально в партии не состоял, но усиливать защиту «цекистов» столь яркой политической личностью большевики не хотели. 6 июня распорядительное заседание рассмотрело поступившую из ГПУ справку, согласно которой Либер, арестованный годом ранее в Саратове, якобы дал обещание не заниматься политической деятельностью, и на этом основании ГПУ предложило распорядительному заседанию пересмотреть своё прежнее решение. Заслуживает внимания представленная в РЗ «Выписка из заключения по М. И. Либера-Гольцмана» подписанного Я. С. Аграновым 10 мая 1921 года: «Либер в своем письменном объяснении от 7/V (1921 г) заявил о своем согласии работать исключительно в хозяйственных и культурно-просветительских областях. В своем устном объяснении со мной дал слово не заниматься никакой политической деятельностью в ближайший период, подразумевая под последним все время диктатуры коммунистической партии». На основании этой «выписки» М. И. Либера лишили права быть защитником.
В 1922, находясь в Бутырской тюрьме, был приговорен к 3 годам концлагерей. В октябре 1923 снова в Бутырской тюрьме, в августе того же года, больной туберкулезом, находился в Таганской пересыльной тюрьме, в октябре переведен в Суздальский политизолятор.
В 1922—1923 входил в Бюро меньшевистского ЦК.
С 1924 до апреля 1928 находился в ссылке в Семипалатинске. Затем, получив «минус 6», поселился в Курске, где пробыл до 1930. В 1930 году вновь помещён в Суздальский политизолятор.
В 1935 снова арестован.
Перед последним арестом в 1937 проживал в Алма-Ате, работал экономистом-плановиком горкомхоза. В Казахстан было отправлено много политических ссыльных.

### Смерть
13 марта 1937 года арестован 4-м отделом УНКВД по городу Алма-Ата. Внесен в сталинский расстрельный список от 22 сентября 1937 г. (Казахская ССР) («за» 1-ю категорию Сталин, Молотов, Жданов). Выездной сессией ВКВС СССР в г.Алма-Ата 1 октября (4 октября) 1937 г. по ст. ст. 58-8 («террор»), 58-11 («участие в к.-р. организации») УК РСФСР осужден к высшей мере наказания. Расстрелян  4 октября 1937 года. Место захоронения неизвестно. 
В 1958 году был реабилитирован посмертно по этому обвинению, по другим делам — в 1990 году.